# 澳門福利公共汽車

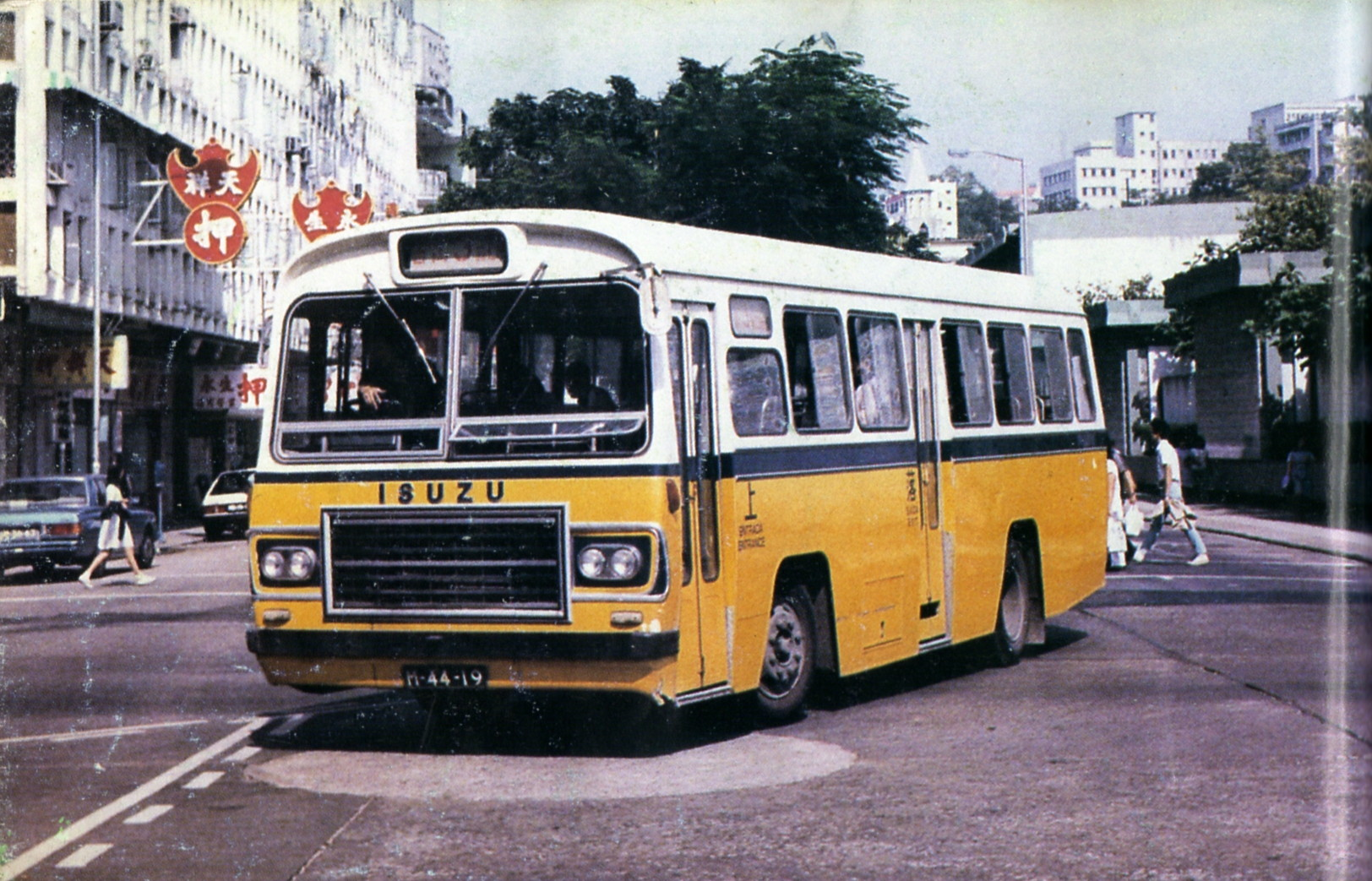
福利剛投入服務的五十鈴巴士，正行駛3路線，時為1984年

澳門福利公共汽車股份有限公司（下稱：「福利」）創立於1952年，是澳門一家已結業的巴士專營公司，曾經擁有澳門規模最龐大的車隊。直至1988年6月，「福利」因經營不善，已虧損近600萬，於是何厚鏵連同廖澤雲、崔世昌、崔世安、張偉基等人合作進行業務重組，並同時註冊名為「澳門新福利公共汽車有限公司」的新公司，以接替「福利」旗下業務。

## 歷史

### 「澳門公共汽車公司」時期

#### 1948年
澳門商人鍾林輝成立「澳門公共汽車公司」（下稱「公共汽車公司」），並與當時市政廳設立為期7年的專營合約，集資向香港軍部購買了幾輛二戰期間的軍車、貨車，在澳門加上木制車廂，改裝成巴士。結束了自戰後整個澳門沒有巴士服務的真空時期。
2月1日，公共汽車公司開辦1及2（港澳碼頭—新街市）雙循環路線，使用6輛單門巴士行駛。
4月1日，公共汽車公司試辦一條來往議事亭前地至蓮峰球場的新路線2天。因反應良好，遂將之定為3路線，並將路線延長至媽閣及關閘，每8分鐘一班，使用2輛新購買巴士行駛。
5月1日，公共汽車公司開辦只在夏季新口岸泳棚開放期間提供服務的泳場線(沒有路線編號)，來往八角亭至泳棚。
5月20日，公共汽車公司開辦4（港澳碼頭—媽閣）路線，使用20多座位的小型巴士行駛。後因客量不足而停辦。

#### 1949年
2月1日，公共汽車公司開辦5路線，來往關閘至媽閣。此路線後來先後被福利及新福利接辦，走線一直未有大改動，成為現時澳門歷史最悠久的巴士路線。同年公共汽車公司亦開辦6（港澳碼頭—蓮峰球場）路線。

#### 1950年
2月，資方擬定一份勞資協約，並指定4名工人做代表，定期到市行政局簽署。但該4名工人拒絕。資方唯有答應由工人選派代表出來商談新約內容。資方初時拒絕勞方提出星期天例假，堅持以由資方決定金額的賞金代替年底雙薪，並且不答應勞方提出的 “無理不得開除職工”。經過四次談判，沒有結果，資方關起談判大門。勞方限期資方24小時內給予圓滿答覆。資方不答應。工友於是採取慢車鬥爭。經過48小時的鬥爭，資方不得不讓步。
4月10日，在澳門市行政局簽訂勞資新協約。為了保護鬥爭成果，工友開會通過改組巴士員工體育部，於4月30日成立了公共汽車職工協會。

#### 1951年
3月17日，資方違約，無理開除沽票員陳幹珠。其後，連談判的工會代表柳志彬也被開除。工人代表向作為簽署勞資協約見證人的澳門市行政局投訴，但市行政局偏幫資方。工會在向社會各界發表嚴重聲明和告社會人士書後，於3月25日清進行停工護廠鬥爭。政府派出大批軍警，強行把工友拖出廠外，加以監視，不准外間送水送食物，連小便也被禁止。工友堅持鬥爭了3夜4日停工護廠的艱苦鬥爭，最終，2位工友都獲准復工。
10月16日，資方藉詞虧損，開除柳志彬和胡元2位工友。在全澳同胞大力支持下，民政廳和市行政局向資方施壓。
11月4日，兩位工友獲准復工。
11月13日，資方唆使多人光天化日在總站毆傷司機和沽票各1名。警方採取拖延手段，經工友集體抗議，才捉人歸案，但輕判了事。工會堅持追究和要求嚴懲。

### 「福利」時期

#### 1952年
1月1日，公共汽車公司突然以虧損為由停辦，澳門市面交通頓時大受影響。公共汽車工會提出口號：為了恢復市面交通，維護市民利益，要求立即開車。葡警奉令封守車廠，不准工人入廠關車。經過18天的鬥爭，巴士公司易手，並改稱「福利公共汽車公司」。
1月22日，全體工友勝利復工。經過一個多月的時間，最終由何賢、劉昌等人成功以47萬收購公共汽車公司，於2月7日在市政廳投得行車權。
2月21日，「澳門福利公共汽車股份有限公司」（下稱「福利」）正式成立，同時接辦公共汽車公司的1、2、5路線及重組3、4路線，早期共設有上述5條巴士路線穿梭市內各區，用車則為從前公共汽車公司接收的加拿大軍車改裝巴士，並於車身上髹上「澳門福利公共汽車股份有限公司」字樣。福利是為「澳門新福利公共汽車有限公司」的前身。

#### 1956年
1956年至1966年間，福利從英國分批購入共30輛「布里斯托」L5G型二手巴士。此批巴士最早於1939年投入服務。部分巴士更於1970至1980年代重建車身，並繼續行駛至1989年初，在澳門行駛33年之久，車輛高達50年，是澳門史上車齡最高的巴士。其中2輛L5G巴士因為改裝為工程車，最後獲過渡至新福利並服務至1990年代中。

#### 1958年
福利從香港中華汽車有限公司（中巴）引入兩輛「Thornycroft」CD4LW型巴士及一輛俗稱「白水箱」的「Tilling-Stevens」H5LA4型巴士，是福利車隊中少數來自香港的二手巴士。同年，福利向中國大陸訂購一輛國產「解放牌」巴士，是為福利首輛一手新車以及澳門首輛國產巴士。巴士為左舦駕駛，在澳門行駛數年後被退回中國大陸。

#### 1960年
經過多次巴士路線重組後，福利營運的巴士路線只剩下5路線及小環市線兩條。

#### 1963年
開通4A小環市單線，此路線為澳門首條設有英文字母的路線，並於同年取消。

#### 1974年
10月5日，澳氹大橋落成通車，整個澳門地區的公共巴士服務連成一體，福利版圖擴展至氹仔及路環，最先開辦的3條離島巴士路線，分別：
- 11（澳門－氹仔）
- 21（澳門－路環）
- 21A（澳門－黑沙）

同年，福利計劃將從英國購入的二手布里斯托L5G單層巴士大翻新以延續其壽命。由於此批巴士已在澳門行駛十多載，其二手車齡更動輒近30年，雖然70年代起福利已陸續為其加裝電動閘門以配合時代發展，但原來的車身使用多年後已顯得非常殘破。福利先將其中1輛L5G巴士 (車牌M-14-02) 拆除原有車身，並運到香港的利蘭代理—天祥洋行作試驗重建，巴士返回澳門後帶有一個外形方正的全新半駕駛艙車身。後來在1976年至1980年間，福利再先後邀請早前負責旗下全數雙層巴士改裝工程的香港聯合車身廠工程技工來澳為6部L5G巴士重建半駕駛艙車身，且其後在1981年-1984年間亦邀請另一間香港車身廠家—新亞車身工程技工來澳為9部L5G巴士重建半駕駛艙車身。
| Bristol L5G改裝車身資料 | Bristol L5G改裝車身資料 | Bristol L5G改裝車身資料 | Bristol L5G改裝車身資料 | Bristol L5G改裝車身資料                 | Bristol L5G改裝車身資料 | Bristol L5G改裝車身資料                                                                         | Bristol L5G改裝車身資料                 | Bristol L5G改裝車身資料            |
| ----------------------- | ----------------------- | ----------------------- | ----------------------- | --------------------------------------- | ----------------------- | ----------------------------------------------------------------------------------------------- | --------------------------------------- | ---------------------------------- |
| 車牌號碼                | M-14-02                 | M-10-52 M-16-04 M-19-56 | M-10-87 M-14-18         | M-10-70 M-10-86 M-27-05 M-27-74 M-27-75 | M-20-74                 | M-11-03 M-11-19 M-11-76 M-12-47 M-14-10 M-14-77 M-19-01 M-19-07 M-27-06 M-27-51 M-28-61 M-29-83 | M-10-46 (原M86) M-10-72 M-10-74 M-11-02 | M-10-73 M-12-09                    |
| 數量                    | 1部                     | 3部                     | 2部                     | 5部                                     | 1部                     | 12部                                                                                            | 4部                                     | 2部                                |
| 重建車身工程的車廠      | 天祥洋行                | 聯誠一型                | 聯誠二型                | 聯誠三型                                | 福利                    | 新亞                                                                                            | (以原裝車身狀態退役)                    | 福利                               |
| 車身種類                | 半駕駛艙車身            | 半駕駛艙車身            | 半駕駛艙車身            | 半駕駛艙車身                            | 半駕駛艙車身            | 全幅式車身                                                                                      | 半駕駛艙車身                            | 半駕駛艙車身；底盤截短後改為工程車 |

#### 1975年
澳氹大橋通車後，福利聘請來自香港的英國運輸專家，研究引進英國雙層巴士的可行性。由於當時英國市場的後置引擎巴士設計尚未成熟，以致前置引擎的二手巴士成為各間巴士公司爭相搶購的對象。福利幾經辛苦，終於在3年間從英國物色了11輛不同品牌及型號，而且製造年份各異（主要是1950年代的產品）的二手巴士。
1月18日，福利引進的首2輛雙層巴士進行試車。但當時此計劃遭受一些商人反對，特別是新馬路的商人，原因他們認為雙層巴士在載客上落時易造成交通擠塞，又指新馬路路面狹窄、地基不穩、舊樓多，不宜行走雙層巴士。後來在市政廳支持下，福利與新馬路的商戶代表商議後達成協議，為方便行駛雙層巴士，要將整條新馬路上的19個招牌及廣告牌升高，所需費用的3分之2由福利承擔。
2月，福利訂購的2輛「利蘭」亞比安維京EVK55BL型單層巴士投入服務。兩車底盤先於香港聯誠車身廠裝上巴士車身後才運往澳門。
6月16日，雙層巴士正式在澳門行駛，行走來往澳門半島與氹仔島、路環島之間的11、21及21A路線。
9月22日，福利開辦5A路線，往返媽閣及山頂醫院，於每天下午探病時間開出，每日固定班次2班。後於1979年7月4日由新開辦的6路線所取代。

#### 1977年
6月，福利有意擴大雙層巴士的服務範圍，故向市政廳申請開辦5路線的區間車6（總站—蓮峰廟）路線，並計劃以雙層巴士行走。後因市政廳提出以過橋巴士不准進入新馬路為交換條件而作罷。

#### 1979年
1979年至1982年間，福利分批購入共16輛「日產」Civilian小巴，用以行走6（總站↺山頂醫院）、7（媽閣—祐漢新村）、8（總站↺大三巴）3條有路面限制的新路線，開創使用小型巴士為車隊主力的先河，同時亦是福利首批日本生產的巴士。此款Civilian小巴與後來澳巴大批購入的同名稱小巴不同，福利購入的為1971年推出的初代版本（行內稱為「舊實力」），車廂亦無任何空調設備。當時小巴的車資比一般巴士為高，加上體積細小，靈活度高。要在澳門狹小的街道中穿梭，小巴的地位顯得尤其重要。

#### 1980-1981年
福利分2批增購共15輛「利蘭」亞比安型單層巴士，2批新車底盤均先送到香港新亞車身廠裝上車身才付運澳門。1988年新福利成立後，雖然此批亞比安巴士因車齡尚輕而獲過渡至新福利，部分更翻髹上新福利塗裝。但由於利蘭已於1988年被富豪收購，加上亞比安型巴士已經停止生產，預計零件採購將日漸困難。經衡量後，新福利終決定放棄全數15輛亞比安巴士，並沒有為其加裝空調設備，最後一輛亞比安巴士於1990年8月退下火線。

#### 1983年
福利開辦3A豪華空調巴士路線，往返總站(內港碼頭)與港澳碼頭(外港碼頭)。3A線是澳門甚至港澳地區首條提供全空調服務的巴士路線（當時稱為冷氣豪華巴士線），該路線行駛的巴士為4輛全新日本製「五十鈴」空調巴士（即後來新福利車隊編號為S01-S04的巴士）。福利特別委託香港黃明車身廠裝嵌巴士車身，並在巴士上髹上黃、紅的鮮艷車身色彩以及「福利公共汽車公司豪華巴士」字樣，車頭擋風玻璃亦貼有巨大的3A標示，以茲識別。此批巴士過渡至新福利數年後被加裝落車門以增加乘客流動性，新福利於2005年將S01-S04退役後僅保留S03作為司機培訓車。
同年，福利有意為雙層巴士車隊添置新車以取代現有3輛利蘭泰坦巴士，故向英國Ensignbus訂購2輛當時炙手可熱的前倫敦運輸局珍寶DMS（又稱倫敦寶）巴士，並預先於英國髹上福利車身塗裝，但兩車運抵香港時福利取消訂單，最後2輛倫敦寶輾轉被城巴接收。

#### 1984年
福利增購的6輛「五十鈴」JCR460型非空調巴士（即後來新福利車隊編號為S05-S10的巴士）投入服務，新車再次交由新亞車身廠裝嵌車身。此為福利最後一批新巴士。此批巴士在過渡至新福利後2年，新福利便替全數6輛JCR460型巴士進行改裝工程，包括加裝空調系統，以及將原來設於中間的落車門移至車尾，並重新使用於福利時代棄用的車尾路線牌箱（S06除外）。新福利於2005年將S05-S10退役後僅保留S05作為司機培訓車，並且一直沿用至2014年初才退役。

#### 1987年
因應澳門政府實施「大巴行大路，小巴行小路」的政策，福利開辦16路線，同時向「日產」車廠增購6輛Civilian非空調小巴（即後來新福利車隊編號為C01-C06的巴士），新車採用廠方新設計之車身，並預計於翌年運抵澳門。惟因福利已於翌年被新福利取代，新車悉數被新福利接收。由於此批小巴當時並無任何空調設備，有違新福利全空調化的步伐，故特於1991年後替全數6輛小巴加裝空調。

#### 1988年
1月，福利訂購6部「日產」小巴，以改善公共交通，但從未在福利時期營運(後由新福利接手營運)。
6月，因公司經營不善導致虧損嚴重，被改組成現時的新福利公司，結束了福利36年的歷史。
7月18日，「澳門新福利公共汽車有限公司」正式成立。

## 福利營運路線
福利於1988年結束前獨自營運共12條澳門巴士路線，另外與澳門公共汽車有限公司聯營3條離島路線，共佔當時全澳門巴士路線的68%。1988年福利改組為新福利後，所有路線均交由新福利繼續經營。
| 路線號 | 起訖點                     | 起訖點                     | 起訖點                     | 開辦日期      | 備註                                                           |
| ------ | -------------------------- | -------------------------- | -------------------------- | ------------- | -------------------------------------------------------------- |
| 1      | 媽閣                       | ↺                          | 青洲                       | 1962年8月19日 |                                                                |
| 1A     | 媽閣                       | ↔                          | 泳棚                       | 1984年2月28日 |                                                                |
| 2      | 司打口                     | ↔                          | 祐漢新邨                   | 1963年9月10日 |                                                                |
| 3      | 台山                       | ↔                          | 新口岸                     | 1965年1月9日  | 首條試行 「前門上車，中門落車」營運模式的路線                  |
| 3A     | 司打口                     | ↔                          | 港澳碼頭                   | 1983年1月28日 | 澳門首條全空調巴士路線                                         |
| 4      | 小環市 （司打口 ↺ 高士德） | 小環市 （司打口 ↺ 高士德） | 小環市 （司打口 ↺ 高士德） | 1952年2月7日  |                                                                |
| 5      | 關閘                       | ↔                          | 媽閣                       | 1949年1月1日  |                                                                |
| 6      | 祐漢新邨                   | ↺                          | 山頂醫院                   | 1979年7月4日  | 小巴路線                                                       |
| 7      | 祐漢新邨                   | ↔                          | 媽閣                       | 1979年7月4日  | 小巴路線                                                       |
| 8      | 司打口                     | ↺                          | 黑沙環                     | 1979年7月4日  | 小巴路線                                                       |
| 9      | 台山                       | ↺                          | 葡京                       | 1980年7月30日 | 小巴路線                                                       |
| 11     | 澳門                       | ↔                          | 氹仔                       | 1974年11月1日 | 雙層巴士路線                                                   |
| 16     | 媽閣                       | ↺                          | 南灣                       | 1987年3月     | 小巴路線 因應澳門政府實施 「大巴行大路，小巴行小路」政策而開辦 |
| 21     | 澳門                       | ↔                          | 路環                       | 1974年11月1日 | 雙層巴士路線                                                   |
| 21A    | 澳門                       | ↔                          | 黑沙                       | 1975年2月8日  | 雙層巴士路線 只於周末及周日提供服務                            |

| 路線號 | 起訖點   | 起訖點 | 起訖點   | 開辦日期     | 備註                                 |
| ------ | -------- | ------ | -------- | ------------ | ------------------------------------ |
| 1      | 港澳碼頭 | ↺      | 新街市   | 1948年2月1日 | 為2路線逆時針版本。                  |
| 2      | 港澳碼頭 | ↺      | 新街市   | 1948年2月1日 | 為1路線順時針版本。                  |
| 3      | 港澳碼頭 | ↺      | 永樂戲院 | 1952年2月7日 | 為4路線逆時針版本。                  |
| 4      | 港澳碼頭 | ↺      | 永樂戲院 | 1952年2月7日 | 為3路線順時針版本。                  |
| 5      | 台山     | ↔      | 媽閣     | 1949年1月1日 |                                      |
| 泳場線 | 八角亭   | ↔      | 泳棚     | 1948年5月1日 | 只在夏季新口岸泳棚開放期間提供服務。 |

| 路線號   | 起訖點   | 起訖點 | 起訖點   | 開辦日期     | 備註      |
| -------- | -------- | ------ | -------- | ------------ | --------- |
| 5        | 關閘     | ↔      | 媽閣     | 1949年1月1日 |           |
| 小環市線 | 港澳碼頭 | ↺      | 永樂戲院 | 1954年2月7日 | 原4路線。 |

| 路線號 | 起訖點                  | 起訖點                  | 起訖點                  | 開辦日期      | 備註               |
| ------ | ----------------------- | ----------------------- | ----------------------- | ------------- | ------------------ |
| 1      | 大環市（媽閣↺新街市）   | 大環市（媽閣↺新街市）   | 大環市（媽閣↺新街市）   | 1962年8月19日 |                    |
| 2      | 總站                    | ↺                       | 跑狗坊                  | 1963年9月10日 |                    |
| 3      | 總站                    | ↺                       | 新口岸                  | 1965年1月9日  |                    |
| 4      | 小環市（總站↺永樂戲院） | 小環市（總站↺永樂戲院） | 小環市（總站↺永樂戲院） | 1952年2月7日  |                    |
| 5      | 關閘                    | ↔                       | 媽閣                    | 1949年1月1日  |                    |
| 6      | 議事亭前地              | ↔                       | 山頂醫院                | 1965年6月21日 | 首條山頂醫院專線。 |

| 路線號 | 起訖點                | 起訖點                | 起訖點                | 開辦日期      | 備註                                           |
| ------ | --------------------- | --------------------- | --------------------- | ------------- | ---------------------------------------------- |
| 1      | 媽閣                  | ↺                     | 青洲                  | 1962年8月19日 |                                                |
| 2      | 總站                  | ↺                     | 跑狗坊                | 1963年9月10日 |                                                |
| 3      | 總站                  | ↔                     | 新口岸                | 1965年1月9日  | 首條試行「前門上車，中門落車」營運模式的路線。 |
| 4      | 小環市（總站↺荷蘭園） | 小環市（總站↺荷蘭園） | 小環市（總站↺荷蘭園） | 1952年2月7日  |                                                |
| 5      | 關閘                  | ↔                     | 媽閣                  | 1949年1月1日  |                                                |
| 6      | 總站                  | ↺                     | 山頂醫院              | 1979年7月4日  | 取代5A路線。福利首批使用小型巴士行駛的路線。   |
| 7      | 媽閣                  | ↔                     | 祐漢新邨              | 1979年7月4日  | 取代5A路線。福利首批使用小型巴士行駛的路線。   |
| 8      | 總站                  | ↺                     | 大三巴                | 1979年7月4日  | 取代5A路線。福利首批使用小型巴士行駛的路線。   |
| 11     | 澳門                  | ↔                     | 氹仔                  | 1974年11月1日 | 雙層巴士路線。                                 |
| 21     | 澳門                  | ↔                     | 路環                  | 1974年11月1日 | 雙層巴士路線。                                 |
| 21A    | 澳門                  | ↔                     | 黑沙                  | 1975年2月8日  | 雙層巴士路線；只於周末及周日提供服務。         |

## 福利車隊

### 單層巴士
| 福利單層巴士車隊                          | 福利單層巴士車隊 | 福利單層巴士車隊 | 福利單層巴士車隊 | 福利單層巴士車隊 | 福利單層巴士車隊                                                                                              | 福利單層巴士車隊 | 福利單層巴士車隊                  | 福利單層巴士車隊                        | 福利單層巴士車隊          | 福利單層巴士車隊 |
| 型號                                      | 車隊編號         | 總數             | 投入服務年份     | 退役年份         | 車身 | 車長（米）       | 載客量                            | 引擎                                    | 波箱                      | 備註 |
| ----------------------------------------- | ---------------- | ---------------- | ---------------- | ---------------- | --- | ---------------- | --------------------------------- | --------------------------------------- | ------------------------- | --- |
| 加拿大 Canadian Ford／Chevrolet · C8A CMP | ---              | ~15              | 1952             | 1950年代末       | 葡屬澳門 · 福利（重建）                                                                                       | 5.18             | 不詳                              | - Perkins - Ford 239 - Chevrolet GM 216 | 不詳                      | - 於加拿大Oshawa and Ford製造，二次大戰軍用剩餘物資，從軍用貨車加裝巴士車廂而成 - 部分為左舦駕駛 - 福利接手此批巴士後，進行重建車身及增設後門 |
| 英国 金馬 · Superpoise MkI                | ---              | >5               | 1952             | 1950年代末       | 英国 Sparshatts 葡屬澳門 福利(重建)                                                                           | 4.29             | 24                                | Pennine P4                              | 不詳                      | 從貨車改裝巴士車廂而成，福利接手此批巴士後，進行重建車身及增設後門。 |
| 英国 / 葡屬澳門 百福 · WTB                | ---              | >5               | 1952             | 1950年代末       | 英国 Duple Vista                                                                                              | 7.6              | 25                                | Bedford六汽缸                           | 不詳                      | 從貨車改裝巴士車廂而成，福利接手此批巴士後，進行重建車身及增設後門。 |
| 英国 / 葡屬澳門 布里斯托 · L5G            | L101-L130        | 30               | 1956-1966        | 1975、1988       | - 英国 E.C.W. - 英屬香港 天祥洋行 (重建) - 英屬香港 聯誠 (重建) - 英屬香港 新亞 (重建) - 葡屬澳門 福利 (重建) | 8.4              | L33+S12                           | Gardner 5LW                             | - 五前速手動 - 四前速手動 | - 1970年代起原來的鐵欄柵閘門被更換為電動閘門； - L102及L104退役後被改裝為工程車。 - 1974年，M-12-47在大火中燒毀，福利在澳門重建此車，成為澳門首輛澳門製造的巴士 - 部分巴士車牌號碼曾作出更換，部分重建後的巴士，同一部車牌號碼亦可能並非屬於原來同一底盤。 |
| 英国 Thornycroft · Cygnet CD4LW           | ---              | 2                | 1958             | 不詳             | 英屬香港 中華汽車有限公司 (重建)                                                                              | 8.4              | L35+S13                           | Gardner 4LW                             | 四前速非同步嚙合手動      | |
| 英国 Vulcan／Tilling-Stevens · H5LA4      | ---              | 1                | 1958             | 不詳             | 英屬香港 中華汽車有限公司 (重建)                                                                              | 7.6              | L30                               | Gardner 5LW                             | David Brown恆久嚙合手動   | |
| 中国 解放牌 · BK640                       | ---              | 2 (抵澳1部)      | 1958             | 約1965           | 中国北京無軌電車製配廠                                                                                        | 8.5              | L38+S37                           | 原廠六汽缸                              | 原廠五前速手動            | - 1958年9月16日抵澳；9月24日首航；澳門巴士史上首輛中國製公共巴士、首部氣動開關門的巴士及首部全新新車。車輛以汽油引擎驅動。 - 福利原已訂購2部，另1部從未抵澳。退役後被運回中國大陸。                                                                        |
| 英国 柯士甸 (Export Psv)                  | ---              | 2                | 約1960           | 不詳             | 葡屬澳門 福利 (重建)                                                                                          | 8.4              | L33                               | Austin 51JU/1188JA                      | BMC五前速手動             | |
| 英国 百福 · OB                            | BB141-BB149      | 9                | 1962-1963        | 1973-1977        | 英国 J.C.Beadle Ltd.                                                                                          | 8.4              | L35                               | Gardner 4LK                             | 原廠手動                  | BB147退役後被改裝為工程車。 |
| 英国 摩利士 (FE)                          | ---              | 4                | 1963             | 不詳             | 英屬香港 新昌                                                                                                 | 8.4              | L33                               | BMC 5.1升                               | BMC手動                   | 車身設計仿照Beadle-Bedford；M-12-57退役後被改裝為工程車。 |
| 英国 柯士甸 (J2) · 小型巴士               | ---              | 1                | 1965             | 1966             | 英国 Austin                                                                                                   | 4.115            | L12                               | BMC 1.6 L B-series                      | BMC手動                   | 特別購入以行走6路線。 |
| 英国 布里斯托 · LS5G                      | LS131-LS141      | 10               | 1969-1974        | 1980-1988        | 英国 E.C.W.                                                                                                   | 9.1              | L43+S12                           | Gardner 5HLW                            | 五前速手動                | - 引擎位於底盤中央，乃福利車隊唯一非前置引擎車款，但因因中置引擎散熱不佳，直至1986年只剩下2部巴士行駛。 - 1970年代起原來的鐵欄柵閘門被更換為電動閘門；原只有一扇車門，後來分別被加裝中門或後門。                                                           |
| 英国利蘭亞比安維京 · EVK55CL、DL、EL      | VK1-VK2          | 17               | 1975-1981        | 1988             | - 英屬香港 聯誠 - 英屬香港 新亞                                                                               | 9.7              | - L38+S17 (聯誠) - L38+S16 (新亞) | Leyland E0.401                          | 原廠GB255五前速手動       | - 首2輛委託香港九巴代為訂購。 - 部分DL、EL過渡至新福利後，曾換上新福利車身塗裝。 |
| 日本日產 · Civilian GHQC340               | ---              | 16               | 1979-1982        | 1988             | 日本 Nissan                                                                                                   | 6.24             | - L23 - L25                       | Nissan SD22                             | 原廠五前速手動            | - MA-32-44退役後被改裝為新福利員工巴士，並行駛1990年代中。 - 另一部巴士則轉讓給合威企業有限公司，運往香港赤鱲角機場工地做地盤工地車。 |
| 日本五十鈴 · JCR460ZZ（空調）             | ---              | 4                | 1983             | 1988             | 英屬香港 黃明                                                                                                 | 10               | L40+S17                           | Isuzu 6BD1                              | 原廠五前速手動            | 豪華巴士；原只有一扇車門，過渡至新福利後被加裝後門並獲發編號S01-S04。 |
| 日本五十鈴 · JCR460ZZ（非空調）           | ---              | 6                | 1984             | 1988             | 英屬香港 新亞                                                                                                 | 10               | L38+S17                           | Isuzu 6BD1                              | 原廠五前速手動            | 過渡至新福利後，獲編號S05-S10，約1990年在黃強記加裝空調系統並將中門移至車尾。 |
| 日本日產 · Civilian MGW40                 | ---              | 6                | 從未             | ---              | 日本 Nissan                                                                                                   | 6.22             | L23+S10                           | Nissan ED33                             | 原廠五前速手動            | 由福利訂購，原訂於1988年運抵澳門，惟福利已被新福利取代，新車悉數被新福利接收，並獲編配為C車以及加裝空調系統。 |

### 雙層巴士
| 福利雙層巴士車隊                  | 福利雙層巴士車隊 | 福利雙層巴士車隊 | 福利雙層巴士車隊 | 福利雙層巴士車隊 | 福利雙層巴士車隊       | 福利雙層巴士車隊 | 福利雙層巴士車隊    | 福利雙層巴士車隊 | 福利雙層巴士車隊   | 福利雙層巴士車隊 |
| 型號                              | 車隊編號         | 總數             | 投入服務年份     | 退役年份         | 車身                   | 車長（米）       | 載客量              | 引擎             | 波箱               | 備註 |
| --------------------------------- | ---------------- | ---------------- | ---------------- | ---------------- | ---------------------- | ---------------- | ------------------- | ---------------- | ------------------ | --- |
| 英国 丹拿 · CVG6-30               | CV201-CV202      | 2                | 1975             | 1988             | 英国 East Lancs        | 9.09             | U41+L32+S17         | Gardner 6LW      | Daimatic半自動     | |
| 英国 丹拿 · CCG6                  | CC203            | 1                | 1975             | 1988             | 英国 Weymann Union     | 8.23             | U37+L28+S8          | Gardner 6LW      | 四前速手動         | 福利車隊中車齡最短的雙層巴士；1977年，此車車身被改裝，包括增加中門及將樓梯移至中間位置。                                                                             |
| 英国 布里斯托 · Lodekka LD5G      | LD204            | 1                | 1975             | 1988             | 英国 E.C.W.            | 8.23             | U33+L26+S12         | Gardner 5LW      | 五前速手動         | |
| 英国 布里斯托 · Lodekka LD6G      | LD205-LD206      | 2                | 1975             | 1988             | 英国 E.C.W.            | 8.23             | - U33+L26 - U33+L27 | Gardner 6LW      | 五前速手動         | LD206為開篷巴士，曾於香港短暫提供示範式服務。 |
| 英国 利蘭 · Titan PD3/4           | PD207            | 1                | 1976             | 1984             | 英国 Burlingham        | 9.1              | U41+L29+S20         | Leyland 0.600    | 原廠四前速同步手動 | 退役後棄置於下環街車廠。 |
| 英国 利蘭 · Titan PD3A/1          | PD208            | 1                | 1976             | 1984             | 英国 Northern Counties | 9.1              | U41+L29+S20         | Leyland 0.600    | 原廠四前速同步手動 | 使用推拉式車門；退役後棄置於下環街車廠。 |
| 英国 布里斯托 · KSW6G             | 209-210          | 2                | 1977             | 1988             | 英国 E.C.W.            | 8.23             | U38+L22+S10         | Gardner 6LW      | 五前速手動         | - 209為開篷巴士。 - 210抵澳前曾用作香港電影《巴士奇遇結良緣》的道具，車身髹上九巴紅色色彩。                                                                          |
| 英国 利蘭 · Titan PD3A/2          | 211              | 1                | 1977             | 1984             | 英国 Northern Counties | 9.1              | U41+L28+S12         | Leyland 0.600    | SCG四前速半自動    | 使用推拉式車門；退役後棄置於下環街車廠。 |
| 英国 利蘭 · DMS Fleetline FE30AGR | ---              | 2                | 從未             | ---              | 英国 MCW               | 9.1              | U45+L28+S21         | Gardner 6LXB     | SCG350半自動       | 福利原於1983年3月未從英國Ensignbus公司引入，但巴士運抵香港時福利取消訂單，兩輛巴士最後先後於1985年及1986年由城巴接收（車隊編號44及45），並於投入服務後保留福利塗裝。 |

## 車隊編號
1970年代前，福利所有巴士均未配有車隊編號，巴士公司員工只以車牌號碼辨別車輛。1975年，福利引入雙層巴士，由於繼續只用車牌號碼辨識難以清楚分別單層及雙層巴士，福利便開始為旗下巴士設立車隊編號。
福利的車隊編號早期由1-2個英文字母及3個數字構成。其中英文字母均與該車的型號有關 ；數字方面，1XX表示單層巴士，2XX表示雙層巴士，而數字是累加上去的，但同年投入服務的2輛亞比安巴士卻沒有依從此數字規律，否則其編號應取VK150及VK151而非VK1及VK2。此後單、雙層巴士便有了明確分野。
1977年，福利簡化了車隊編號制度，取消英文字母並只保留3位數字，遵從此規律編配車隊編號的巴士只有同年投入服務的3輛雙層巴士，取209-211。
但1977年後，福利再沒有為新購入的巴士編配車隊編號，包括亞比安EVK55DL／EVK55EL巴士及日產Civilian小巴直至福利結束均不設編號。即使此前已設有車隊編號的巴士，在日常維修及翻髹車身塗裝後亦沒有補回車隊編號。此車隊編號制度在踏入1980年代後亦漸漸被遺忘。

## 職工薪酬
1971年，司機日薪是$13.60，到1978年日薪是$28.05。另外，司機每月受糧兩次，福利時期是逢1號、16號授糧，而新福利是在6號及16號授糧，加班的薪金是雙計的。新公司成立後，制定了一套褒獎制度：每位司機都有機會獲得勤工獎、服務和安全獎。其資格是：
勤工獎每月要工作28更，每更要工作8小時，這就可以獲得$150的獎金。到了1991年，新福利接管後，日薪則爲$134.48；
服務獎的條件就較爲簡單，只要沒人投訴該司機，即可得$350的獎金；
安全獎，顧名思義是以駕駛安全爲條件，若司機工作期間發生交通事故而要公司賠償，該司機就不能獲得該月的安全獎，若在同一個月發生上述的情況兩次，則該司機會喪失兩個月的安全獎(現爲$450一月)外，還要負擔30%的修理費。這些獎金最後會算入薪金內作爲薪金的一部份。
由於社會生活指數會提高，這些獎會隨薪金的變改而作出調整，上述的都是現時的金額，在設立之初，安全獎只有$150，服務獎$150元，勤工獎則是$100，若司機一個月中工作不足26天，則所有獎金都沒有。
除了褒獎制度外，亦有退休金制度，凡在1982年之前加入的司機即享有退休金，退休金是按服年數而定，比如一位爲公司服務了18年的司機，可享有服務18年中每一年的一個月薪金的120%作爲退休金。

## 批評
1988年6月止，澳門公用事業關注協會已接獲市民不少有關的投訴，並將之綜合爲下列五項：
- 巴士「飛站」情況嚴重。
- 個別售票員對待乘客之態度欠佳。
- 澳門福利巴士公司車輛的車尾沒有設置路線號碼牌（即使車尾有預留牌箱，亦被油漆封掉），令乘客要在車輛埋站時趕赴車頭觀看，往往造成巴士站出現混亂情況。
- 巴士經常不依照公司的班期時間準時開車。
- 有些路線的巴士數量過少，甚至只是象徵式派1輛，其運輸效能聊勝於無。

## 重大意外
- 1964年4月29日早上9時許，一名男子於新馬路國際酒店躍下自殺，剛巧跌在行經的5號巴士車頂，繼而滑落馬路並被巴士前輪輾過，當場身亡。

- 1965年3月，一輛行駛2號線的「布里斯托」L5G型巴士（車牌M-19-07），由南灣路轉入新馬路時，將一名站於門邊的濠江中學圖書室管理員許錫英先生拋出車外致死，原因是他伸手入褲袋取三毫子買票時，在巴士轉彎時沒有扶好，失去平衡由梯級碌出車外，頭部着地導致傷重死亡,。後來，澳葡政府強制規定所有巴士必須裝置掩閘，同時亦規定巴士不能再從新馬路左轉，必須直駛到殷皇子馬路，至約翰四世馬路方能左轉 (後來逐漸廢除此規定)；而從南灣街也不能右轉入新馬路，必須在八角亭處右轉約翰四世馬路，右轉殷皇子馬路一段，才能進入新馬路。

- 1969年10月12日晚上10時30分，一輛福利巴士在連勝馬路與渡船街交界撞上前面的一輛電單車，電單車司機及乘客被拋出，其中後座之香港乘客遭巴士左輪輾過頭部，釀成1死1傷。[10]

## 備註
1. ↑  左邊車身並沒有任何路線顯示設備；車尾上方則預留小方形路線牌箱，但並沒有安裝牌布，後來翻髹時更被油漆封上。另外，M-10-47 (原M87), M-10-71 (即前M-27~M-29)等車牌，在更換車身前後曾經重新登記，福利拆除舊車身運到香港重建的一批底盤並無清楚記錄所屬車牌，所以後來掛上同一車牌的同型號巴士不一定屬於原有底盤。
2. 1 2  晚上七時半前以泳棚為終點站，晚上七時半後則以港澳碼頭為終點站，其後最後數班車有時以回力場為終點站。
3. 1 2 3 4  下午五時半前以關閘為終點站，晚上五時半後則以台山為終點站。
4. ↑  L=下層座位、S=下層企位
5. ↑  購自原澳門公共汽車公司，巴士原於1948年投入服務。另外，此批車早於1943年二戰時期已開始使用，當時在英聯邦成員國內行駛
6. ↑  （改裝前）
7. ↑  購自原澳門公共汽車公司，巴士原於1952年前投入服務。另外，此批車早於1930-1940年代二戰時期已開始使用，當時在英聯邦成員國內行駛。
8. ↑  (改裝前)
9. ↑  購自原澳門公共汽車公司，巴士原於1952年前投入服務。另外，此批車早於1930年代初二戰時期已開始使用，當時在英聯邦成員國內行駛。
10. ↑  所有巴士原於1939-1950年投入服務。
11. ↑  曾經重建車身的一批獲短暫過渡至新福利，半駕駛艙車身的在1989年2月全面退役，而全駕駛艙新亞車身的則因當時其中一輛巴士於海傍總站狂噴黑煙，消防到場戒備，最後全數於1989年8月退役。
其中M-10-73及M-12-09改裝為工程車，並獲過渡至新福利服役至1990年代後期，且油上新福利車身色彩。當中，M-10-73車牌的前身則是另一部Commer貨車改裝，後再使用本車型進行改裝。
12. ↑  購自香港中華汽車有限公司，巴士原於1935年至1940年間投入服務。
13. ↑  購自香港中華汽車有限公司，巴士原於1938年投入服務。
14. ↑  約1970年售予氹仔公共汽車公司。
15. ↑  福利於1962年至1963年間從英國引入，巴士原於1946年至1949年投入服務。
16. ↑  原於1950年代後期於英國行駛。
17. ↑  其中3輛售予路環利安巴士公司。
18. ↑  福利於1969年至1974年間從英國引入，巴士原於1953年至1956年投入服務，部分投入行駛於Bristol電車公司。
19. ↑  部分後來棄用前門並更改為L39+S12。
20. ↑  大部分不帶編號
21. ↑  短暫過渡至新福利，CL在1989年8月退役；DL、EL在1990年8月退役
22. ↑  M-85-80(VK2) 市政署法定載客為60人
23. ↑  短暫過渡至新福利，在1990年中退役。
24. ↑  過渡至新福利並獲編配為S車。
25. ↑  後來改為L38+S19。
26. ↑  過渡至新福利並獲編配為S車。
27. ↑  U=上層座位、L=下層座位、S=下層企位。
28. ↑  福利於1975年從英國引入，巴士原於1960年投入服務。
29. ↑  市政廳法定總載客為88人[9]
30. ↑  福利於1975年從英國引入，巴士原於1963年投入服務。
31. ↑  後來更改為U37+L20+S15。
32. ↑  福利於1975年從英國引入，巴士原於1956年投入服務。
33. ↑  福利於1975年從英國引入，巴士原於1955年及1954年投入服務。
34. ↑  此車為香港及澳門首部開篷巴士
35. ↑  福利於1976年從英國引入，巴士原於1958年投入服務。
36. ↑  市政廳法定載客為87人
37. ↑  福利於1976年從英國引入，巴士原於1961年投入服務。
38. ↑  市政廳法定載客為89人
39. ↑  福利於1977年從英國引入，巴士原於1957年投入服務。
40. ↑  市政廳法定載客不設企位，總載各為60人
41. ↑  福利於1977年從英國引入，巴士原於1962年投入服務。
42. ↑  巴士原於1977年在英國倫敦投入服務。
43. ↑  後來其中一部利蘭雙層巴士，在1995年加裝空調系統，在香港成為流動澳門旅遊服務中心。
44. ↑  如車隊編號︰LD204，取自Bristol Lodekka LD5G。
45. ↑  如最後一輛Bristol L5G巴士車隊編號為L130，之後的首輛Bristol LS5G巴士的車隊編號便緊接為LS131。